# Vulpe polară
Vulpea polară (Vulpes lagopus) este o specie de animale carnivore din familia Canidae care trăiesc în regiunile polare de tundră. Animalul s-a adaptat la clima rece, având blana deasă, iar talpa labelor fiind acoperită cu blană. Lungimea vulpilor este între  65 și 90  de centimetri, având înălțimea de circa 30 cm și o greutate de circa 5 kg. Femelele sunt aproximativ la aceeași mărime ca masculii. Culoarea vulpilor diferă între anotimpuri, vara având culoarea blana de pe spate neagră și picioarele de culoare brună, pe când iarna, blana este de culoarea de camuflaj albă, alb-cenușie. Vulpile polare au botul și urechile scurte, iar blana deasă le permite vulpilor să supraviețuiască la temperaturi scăzute ce pot  atinge -80 °C.

## Arealul de răspândire
Vulpile polare trăiesc de obicei în emisfera nordică, la nord de cercul polar (Scandinavia, Insula Spitzbergen, Islanda, Rusia de Nord, Canada de Nord, Alaska și Groenlanda). Habitatul lor fiind regiunile de tundră, putând fi văzute și pe gheața Oceanului Arctic, se presupune că în căutare de hrană, vulpile pot parcurge distanțe de peste 2000 de km.

## Mod de viață
Hrana vulpilor constă din lemingi (Lemmus lemmus) sau alte rozătoare polare (Lemmus sibiricus, Microtus oeconomus, Myodes rufocanus). Mai consumă și insecte, fructe, ouă și pui de păsări, ca și cadavre de animale, fiind un însoțitor al urșilor polari.

## Trivia
O vulpe polară „albastră” a fost dotată cu un sistem de urmărire prin satelit în iulie 2017. La 26 martie 2018, aceasta a părăsit Insula Spitsbergen din arhipelagul Svalbard, administrat de Norvegia. După 21 de zile parcursese 1512 km pe gheața marină și a ajuns în Groenlanda, la 6 aprilie 2018. A continuat să se deplaseze, astfel că la 1 iulie 2018 a ajuns pe Insula Ellesmere din Arhipelagul Arctic Canadian, după ce parcursese 3.500 km în 76 de zile. Sistemul de urmărire a transmis zilnic date, câte trei ore. S-a calculat că vulpea a parcurs, în medie, 46,3 km pe zi, cea mai mare distanță parcursă într-o zi fiind de 155 km, pe o placă de gheață aflată în mișcare.